# Carebara diversa
Carebara diversa é uma espécie de formigas da subfamília Formicinae. Ela é encontrada em muitos países asiáticos.

## Subespécies
- C. diversa draco Santschi, 1920 - China
- C. diversa ficta Forel, 1911 - China
- C. diversa laotina Santschi, 1920 - Laos, China
- C. diversa macgregori Wheeler, W.M., 1929 - Filipinas
- C. diversa philippina Wheeler, W.M., 1929 -Filipinas
- C. diversa standfussi Forel, 1911 - Guiné
- C. diversa taprobanae Smith, F., 1858 - Sri Lanka
- C. diversa tenuirugosa Wheeler, W.M., 1929 - Filipinas
- C. diversa williamsi Wheeler, W.M., 1929 - Filipinas